# Pitch Black Progress
A Pitch Black Progress a svéd, melodic death metal stílusú Scar Symmetry második nagylemeze.
Az albumot 2005 folyamán vették fel Jonas Kjellgren Black Lounge stúdiójában, Svédország területén, Avestában. Az albumborító tervét Anthony Clarkson dolgozta ki. Az album Európában 2006. április 21-én jelent meg, míg Észak-Amerikában május 2-án, egyaránt a Nuclear Blast gondozásában.

## Számlista
| #  | Cím                          | Szövegíró      | Zeneszerző                                     | Hossz |
| -- | ---------------------------- | -------------- | ---------------------------------------------- | ----- |
| 1  | The Illusionist              | Henrik Ohlsson | Per Nilsson                                    | 4:31  |
| 2  | Slaves to the Subliminal     | Henrik Ohlsson | Jonas Kjellgren Christian Älvestam             | 5:04  |
| 3  | Mind Machine                 | Henrik Ohlsson | Per Nilsson Christian Älvestam                 | 3:54  |
| 4  | Pitch Black Progress         | Henrik Ohlsson | Jonas Kjellgren                                | 3:26  |
| 5  | Calculate the Apocalypse     | Henrik Ohlsson | Per Nilsson                                    | 4:01  |
| 6  | Dreaming 24/7                | Henrik Ohlsson | Per Nilsson Christian Älvestam                 | 4:11  |
| 7  | Abstracted                   | Henrik Ohlsson | Jonas Kjellgren                                | 3:25  |
| 8  | The Kaleidoscopic God        | Henrik Ohlsson | Jonas Kjellgren Per Nilsson Christian Älvestam | 7:09  |
| 9  | Retaliator                   | Henrik Ohlsson | Jonas Kjellgren Christian Älvestam             | 4:13  |
| 10 | Oscillation Point            | Henrik Ohlsson | Jonas Kjellgren Christian Älvestam             | 4:04  |
| 11 | The Path of Least Resistance | Henrik Ohlsson | Jonas Kjellgren Christian Älvestam             | 4:29  |

### Bónusz számok
| #  | Cím                   | Szövegíró      | Zeneszerző                         | Hossz |
| -- | --------------------- | -------------- | ---------------------------------- | ----- |
| 12 | Carved in Stone       | Henrik Ohlsson | Jonas Kjellgren Christian Älvestam | 5:29  |
| 13 | Deviate from the Form | Henrik Ohlsson | Per Nilsson                        | 5:27  |

## Közreműködők

### Együttes tagjai
- Christian Älvestam − ének
- Jonas Kjellgren − gitár, ritmusgitár
- Per Nilsson − gitár, ritmusgitár
- Kenneth Seil − basszusgitár
- Henrik Ohlsson − dob

### Egyéb közreműködők
- Jonas Kjellgren (stúdió biztosítása)
- Anthony Clarkson

## Kiadási dátumok
| Hely                      | Dátum             |
| ------------------------- | ----------------- |
| Európa                    | 2006. április 21. |
| Amerikai Egyesült Államok | 2006. május 2.    |
| Dél-Korea                 | 2006. május 15.   |

## Külső hivatkozások
- Hivatalos weboldal